# Солнечный календарь
Со́лнечный календа́рь — разновидность календаря, в основе которого лежит тропический год, то есть период смены времён года.

## Теория календаря
Средняя продолжительность тропического года составляет с 2000 года 365,2421897 суток, то есть примерно 365,2422 суток. Таким образом, календарный год в солнечном календаре должен составлять или 365 суток — обычный год, или 366 суток — високосный год. Для того, чтобы средняя продолжительность календарного года была близка к продолжительности тропического года, необходима система вставки високосов. Для её определения можно разложить дробную часть продолжительности тропического года в цепную дробь:
{\displaystyle 0.2422={\frac {2422}{10000}}={\frac {1}{4+{\frac {1}{7+{\frac {1}{1+{\frac {1}{3+{\frac {1}{4+{\frac {5}{8}}}}}}}}}}}}}.
Обрывая эту дробь на разных стадиях деления, можно получить следующие правила для введения високосных годов разной точности:
{\displaystyle {\frac {1}{4}};{\frac {7}{29}};{\frac {8}{33}};{\frac {31}{128}};...},

где знаменатель указывает число лет в календарном цикле, а числитель — число високосных лет в этом цикле. Таким образом, средняя продолжительность календарного года в сутках в этих календарных системах получается:
{\displaystyle 365,25000;\,365,24138;\,365,24242;\,365,24219;...}.
Поскольку тропический год определяется как период между двумя последовательными прохождениями Солнца одной и той же точки равноденствия, то, рассуждая о точности календаря, обычно говорят о точке весеннего равноденствия. Так, одним из требований к солнечному календарю является тот факт, что момент прохождения Солнцем точки весеннего равноденствия по истечении календарного цикла должен приходиться на одну и ту же дату.
Первая система високосов с одной вставкой за 4 года существовала в юлианском календаре. Так как средняя продолжительность года юлианского календаря на 0,00780 суток больше тропического, то за 128 лет накапливается ошибка в 1 день, и день весеннего равноденствия смещается к зиме. 29-летний цикл никогда не использовался. 33-летний цикл был предложен Омаром Хайямом и лёг в основу персидского календаря. 128-летний цикл был предложен Иоганном Медлером в 1864 году, но не был принят ни в одном календаре.
Указанный способ организации календаря не является единственно возможным. Неоднократно предпринимались попытки улучшить юлианский календарь. Новый календарь должен был, с одной стороны, быть более точным, с другой стороны мало отличаться от юлианского. В григорианском календаре последовательность високосов оставлена практически без изменений: добавлено правило, что високосными являются только те вековые годы, число столетий которых делится на 4 без остатка. Таким образом, из 400 лет выбрасывается 3 лишних дня, то есть полный календарный цикл григорианского календаря составляет 400 лет, а его средняя продолжительность:
{\displaystyle {\frac {97\cdot 366+303\cdot 365}{400}}={\frac {146097}{400}}=365,2425} суток.

Ошибка в один день накапливается примерно за 3300 лет.
Другим вариантом улучшения юлианского календаря стал новоюлианский календарь, предложенный Милутином Миланковичем. В этом календаре последовательность високосов такая же, как и в юлианском календаре, но введено дополнительное правило, согласно которому вековой год считается високосным, если при делении его на 900 в остатке остаётся 200 или 600. Полный цикл такого календаря составляет 900 лет, на протяжении которых выбрасывается 7 лишних дней. Средняя продолжительность года этого календаря составляет 365,24222 суток, что даёт ошибку 1 день примерно в 50 000 лет. Этот календарь используется рядом православных церквей.
И григорианский и новоюлианский календари обладают одним существенным недостатком, по сравнению с календарями, приведёнными в начале. Вставка високосного года в них производится весьма неравномерно. Из-за этого, несмотря на достаточно точную среднюю продолжительность года, день весеннего равноденствия в разные годы внутри календарного цикла может попадать на разные дни.
Также следует заметить, что создание более точных календарей не имеет смысла, поскольку из-за векового замедления вращения Земли вокруг оси число суток в тропическом году медленно уменьшается.

## Новый год в солнечном календаре
Новый год по солнечному календарю (как правило, 21 марта по григорианскому) широко отмечается в Иране и Афганистане, где в качестве официального принят иранский солнечный календарь. Также праздник Навруз широко отмечается во многих других странах.